# 齋藤里菜
齋藤里菜（さいとうりな、1994年4月14日 - ）は、栃木県出身の俳優・歌手。
国家試験である救急救命士の資格を取得後、講談社が主催するミスiD2016に応募しファイナリストに残る。2017年にバンドの集団行動のボーカルとして迎えられ音楽活動を開始。コロナ禍により2021年に集団行動がバンド活動休止となり 、RINA名義でソロシンガーとしての活動を始め、2022年に1枚目のソロ・シングルを出す。

## 作品

### RINA名義
シングル
- Insomnia（2022年6月22日配信）
  - 作曲: ケンモチヒデフミ
  - 作詞: RINA、おかもとえみ
  - NHK FM『ミュージックライン』（月曜-金曜）2022年6月・7月度エンディング曲
- 東京（2022年7月6日配信）
  - 作曲: Akiko Yamamoto (Vampillia)
  - 作詞: RINA
- NANIKA（2022年7月27日配信）
  - 作曲・作詞: 真部脩一
  - CBCラジオ『いっしょに歌お!CBCラジオ』2022年8月の「今月の歌」
- アネモネ（2023年5月12日配信）
  - 作曲: Akiko Yamamoto (Vampillia)
  - 作詞: han
- happysad（2023年10月6日配信）
  - 作曲・作詞: おかもとえみ
  - NHK FM『ミュージックライン』（月曜-金曜）2023年10月・11月度オープニング曲

### 参加作品
- eijun 「君を、想う。REMIX（feat.RINA)」（2021年7月21日、SPEEDSTAR RECORDS）

## 出演

### 映画
- 『＃マンホール』（2023年公開／監督: 熊切和嘉）
- 『テン・ストーリーズ』（オムニバス映画／2023年公開）
  - 「Lighthouse Keeper」（監督: 岩﨑敢志） - 寺尾桃子 役
- 『サイレントラブ』（2024年公開／監督: 内田英治） - 杏奈 役

### ドラマ
- 「劇的に沈黙」 第7話 ep20（2021年8月17日、TOKYO MX1）
- 「八月は夜のバッティングセンターで。」 第九回（2021年9月9日、テレビ東京）
- 「30までにとうるさくて」 第1話（2022年1月13日、ABEMA）
- ∞ゾッキ シリーズ「見張り台」（2022年5月22日、BSJapanext）- 瞳の友人 役[6]
- 「雪女と蟹を食う」（2022年8月、テレビ東京）- 谷内 役
- 「五反田ほいっぷ学園」全26話(2024年、BUMP配信ドラマ)-サラ役

### CM
- 味の素 「アミノバイタル」“スーパースポーツ リモート飲み篇”（2021年、TVCM）
- 第一生命 「ミラシル」Webドラマ アイの先にあるもの（2022年、WebドラマCM）
- ハーゲンダッツジャパン ミニドラマ「メゾンハーゲンダッツ 〜8つのしあわせストーリー〜」（2022年、WebドラマCM）
- 日本経済新聞 日経電子版法人契約「日経電子版 FOR OFFICE」（2022年2月、TVCM）
- 味の素 「アミノバイタル」“最後まで抗え篇”（2022年、TVCM）
- ファンケル 「サステナブルスキン」（2023年5月、TVCM）

### ミュージックビデオ
- YONA YONA WEEKENDERS「Lively Chiristmas」（2023年）

### ラジオ
レギュラー番組
- 「齋藤里菜のトワイライトショー」（RADIO BERRY、毎週木曜日 21:30〜21:45、2023年7月6日開始）

### オーディオドラマ
- 「夢見るこまち」（2023年／音声サブスクリプションサービスNUMA）

### 朗読
- 「これはただの夏」（2022年／燃え殻の著作のオーディオブック／Amazon audible）